# Chaetagenia manauensis
Chaetagenia manauensis är en tvåvingeart som beskrevs av Albuquerque och Guilherme A.M.Lopes 1982. Chaetagenia manauensis ingår i släktet Chaetagenia och familjen husflugor. Inga underarter finns listade i Catalogue of Life.